# Нефтегазогеологическое районирование
Нефтегазогеологическое районирование — разделение осадочных бассейнов на нефтегазоносные объекты (территории) разного масштаба, от нефтегазоносных провинций до месторождений и залежей нефти и газа. Основывается на комплексе геологических показателей, определяющих время и условия генерации, миграции, аккумуляции и сохранности скоплений углеводородов.
Общепринятой схемы нефтегазогеологического районирования не существует. При районировании крупных территорий используется различная терминология: нефтегазоносная провинция или нефтегазоносный бассейн.

Понятие нефтегазоносный бассейн было введено И. О. Бродом и стало использоваться с 40—50-х (И. О. Брод, Н. А. Еременко, В. Е. Хаин, В. Б. Оленин, И. В. Высоцкий, Л. Уикс и др.). Смысл замещения понятия провинции на бассейн (при практическом сохранении контуров соответствующих территорий) обусловлен стремлением отразить связь нефтегазообразования и формирования залежей с осадочными бассейнами. По аналогии с бассейнами углей и горючих сланцев понятие «нефтегазоносный бассейн» удобнее, а термин «провинция» представляется более широким.
— Геология и геохимия нефти и газа, 2000
В пределах провинции или района выделяются нефтегазоносные области, которые в свою очередь делятся на нефтегазоносные районы, районы — на зоны нефтегазонакопления, в зоны нефтегазонакопления объединяются несколько сходных по геологическому строению месторождений, каждое из которых может состоять из одной или нескольких залежей.